# Авґустина Броан
Жозефіна Фелісите Авґустина (Оґюстин) Броан (Броган) (фр. Joséphine-Félicité-Augustine Brohan; нар. 2 грудня 1824, Париж — пом. 15 лютого 1893, Париж) — відома акторка, драматург, власниця французького салону XIX століття.

## Життєпис
Авґустина Броан народилась 2 грудня 1824 року в Парижі. Мати — Сюзанна Броан (1807—1887), блискуча французька акторка. Молодша сестра — Мадлен Броан (1833—1900), так само присвятила своє життя театру. У десять років Авґустина вступила до Національної консерваторії в Парижі, навчалась у класі відомого французького актора й драматурга Жозефа Самсона (фр. Joseph Isidore Samson). 1839 року молода акторка отримала відзнаку за театральну діяльність — Другу премію (комедія), а 1841 року — Першу премію (комедія).  
1841 року Авґустина Броан дебютувала на сцені головного французького театру Комеді Франсез у комедійній п'єсі «Тартюф», роль Дорини.
Беззаперечний талант і харизматичність Авґустини викликали захоплення глядачів. Її шанувальниками були імператор Наполеон ІІІ Бонапарт, Альфред де Мюссе, Проспер Меріме, Оноре де Бальзак та інші.
У період з 1843—1868 роки входила до складу провідних акторів Головного театру й була почесним членом клубу Комеді Франсез. Декілька років займала посаду професора Національної консерваторії.
Авґустина Броан написала декілька драматичних творів і була знаною господинею літературно-художнього салону (фр. Salonnières) у Парижі.   
Бельгійський дипломат, барон Едмонд Давід де Ґест (фр. Edmond David de Gheest) був її чоловіком.    
Авґустина Броан померла 1893 року в Парижі. 

## Вибрані твори
- Авґустина Броан. Метаморфози кохання: комедія в 1 дію. 1851 / Les Métamorphoses de l'amour: comédie en 1 acte et en prose / par Mlle Augustine Brohan, 1851. — Piécettes / par Augustine Brohan, 1888
- Оґустина Броан. Граф без господаря. Франція, 1849 / Compter sans son hôte; proverbe by Augustine Brohan (7 editions published in 1849 in French)
- Оґустіна Броан. Хто має жінку, війна. Комедія в 1 дії та в прозі. Париж, Комеді Франсез, 13 грудня 1859 р. / Qui femme a, guerre a, comédie en 1 acte et en prose. (Paris, Théâtre-Français, 13 décembre 1859)[8]